# Katarina Beskow
Katarina Beskow (Beeskow) Froeken (1867–1939) foi uma jogadora de xadrez da Suécia quatro vezes desafiante ao título do Campeonato Mundial Feminino de Xadrez. Ela ficou em segundo lugar, atrás de Vera Menchik, no primeiro campeonato realizado em Londres, quarto lugar em Hamburgo (1930) e Praga (1931), e 23º lugar na edição de Estocolmo em 1937.